# チャールズ・カミング
チャールズ・カミング（Charles Cumming、1971年4月5日 - ）は、イギリスの小説家。スコットランド南西部のエア出身。主にスパイ小説を執筆する。ラドグルーブ校（1984年卒）、イートン・カレッジ（1989年卒）を経て、エディンバラ大学に進み、英文学の最優秀成績で表彰を受けて1994年に卒業。『オブザーバー』はカミングを「ジョン・ル・カレやレン・デイトンの座を脅かす新世代のスパイ小説作家」と評した。

## 経歴
1995年、イギリス諜報部 (MI6) にリクルートされ、数年間働いた。2001年6月にイギリスで刊行された処女作"A Spy By Nature" は当時の経験が生かされている。
2001年8月、マドリードに移住し、2003年に2作目となる"The Hidden Man" を上梓。ロシアン・マフィアに殺された元SISオフィサーの父親の調査をする2人の兄弟の物語で、アフガニスタン紛争中のSISとCIAからの潜入者の調査もする。
2006年に発表した第3作"The Spanish Game" は、アンチヒーローのアレク・ミリウスがバスク地方の分離独立を目指し、スペイン政府を倒さんとする準軍事組織・バスク祖国と自由の謀略に関わるストーリーである。この作品は『タイムズ』によって『ティンカー、テイラー、ソルジャー、スパイ』『ベルリンの葬送』『紅はこべ』に並ぶ最も優れたスパイ小説6選の1作に選ばれた。
2008年に発表された"Typhoon" は、北京オリンピック前夜の中国を襲うCIAの謀略が描かれる政治スリラー作品である。ストーリーは1997年の香港返還から現在の上海まで及び、特に新疆ウイグル自治区のウイグル族ムスリムが置かれている窮状にスポットが当てられている。スパイ小説で有名なウィリアム・ボイドは、本作を「素晴らしいスパイ小説であり、現代の問題と上手く関連付けており称賛に値する」と評した。『ニューヨーク・タイムズ』の2009年の注目すべき作品100選に選ばれた。
2011年に発表された5作目の『ケンブリッジ・シックス』（原題：The Trinity Six ）は、ケンブリッジ大学にいる6人目のスパイを見つけるスリラー作品で、『ワシントン・ポスト』の2011年の注目すべき作品の1作に選ばれた。映画プロデューサーのスコット・ステューバーによって映画化の権利が獲得され、著者自ら脚本を書き起こした。
2012年に発表した6作目の『甦ったスパイ』（原題：A Foreign Country ）は、消息を絶ったMI6初の女性長官を巡る物語で、MI6を辞めさせられたトーマス・ケル三部作の1作目に当たる。コリン・ファース主演でのテレビシリーズ化の企画が進行している。同年、英国推理作家協会主催のイアン・フレミング・スチール・ダガー賞を受賞した。
2014年刊行の続編・"A Colder War"では、ケルが西側のインテリジェンス機関に潜む裏切り者を探す内容で展開された。。2016年シリーズ3作目となる"A Divided Spy" を刊行した。
イギリスではハーパーコリンズから、アメリカではセント・マーティンズ出版から刊行されており、14か国語に翻訳されている。
1996年から2011年まで雑誌『ザ・ウィーク』のアシスタント・エディターを務めていた。アイルランド・スライゴで行われるイェイツ・サマー・スクールの授業料を与えるピアース・ローグラン・メモリアル・スカラシップ・ファンドの理事の1人である。チェスの元世界チャンピオン、ホセ・ラウル・カパブランカの記念団体の創設者で理事でもある。ロンドンに住んでおり、2人の子供がいる。

## 作品リスト
アレク・ミリウス (Alec Milius) シリーズ
- A Spy by Nature (2001)
- The Spanish Game (2006)

トーマス・ケル (Thomas Kell) シリーズ
- A Foreign Country　 2012年 /  2013年

- 甦ったスパイ（横山啓明訳、早川書房・ハヤカワ文庫）、電子書籍も刊

- A Colder War (2014)
- A Divided Spy (2016)

その他
- The Hidden Man (2003)
- Typhoon (2008)
- The Trinity Six　 2011年 /  2013年

- ケンブリッジ・シックス（熊谷千寿訳、ハヤカワ文庫）、電子書籍も刊